# Rattanakosin (eiland)

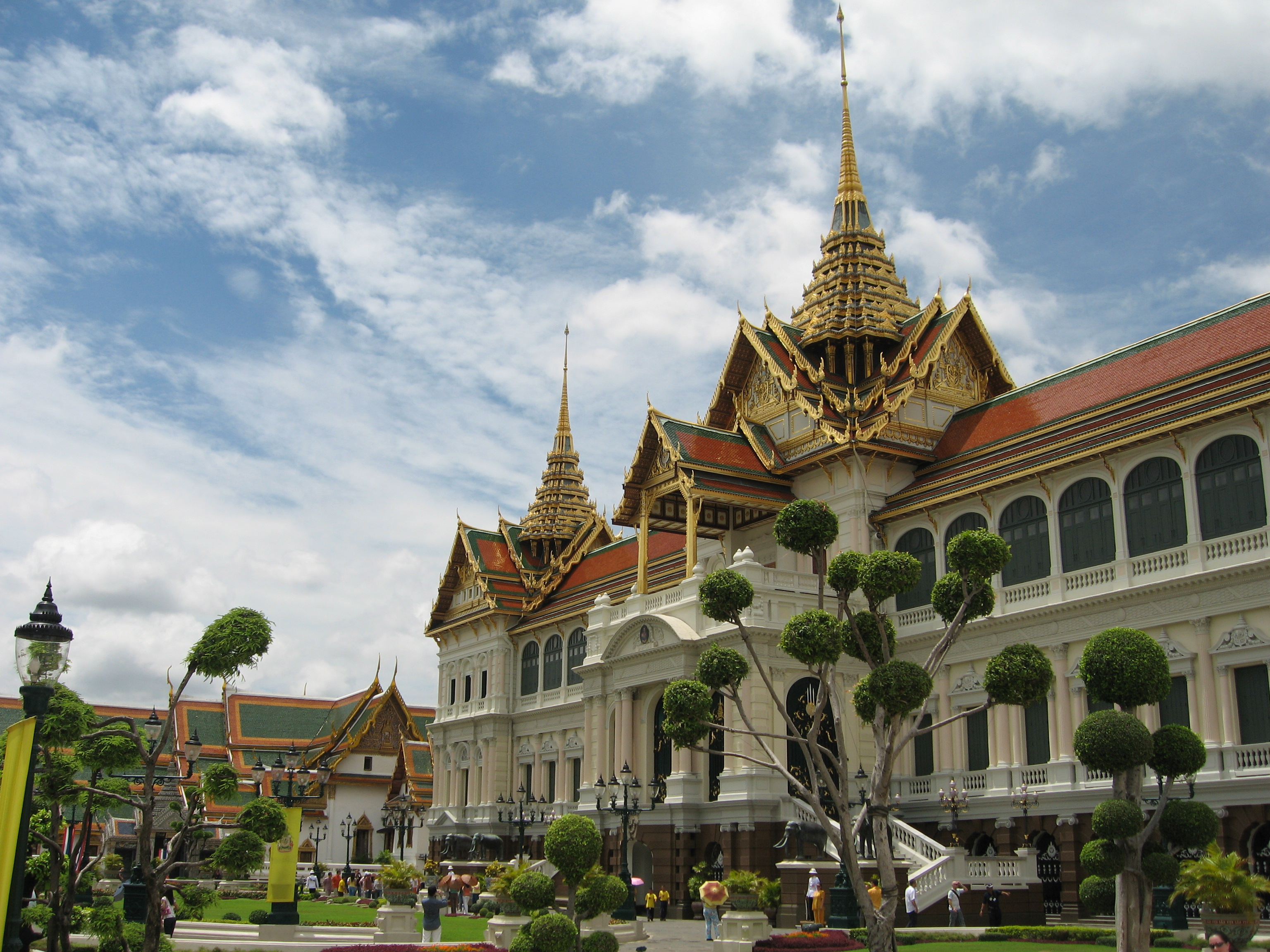
Koninklijk Paleis

Rattanakosin is een eiland in het oude centrum van Bangkok (district Phra Nakhon), waarop vanaf 1782 de hoofdstad van Siam gevestigd werd door koning Rama I van de Chakri-dynastie. Tot die tijd werd het eiland vooral bewoond door Chinezen, die wegtrokken naar het huidige Chinatown van Bangkok, verder zuidelijk.
De periode van absolute monarchie van 1782 tot 1932 wordt — naar de locatie van het koninklijk paleis — de Rattanakosin periode genoemd.
Opvallend is de grote open ruimte van de Sanam Luang. Daar dicht bij liggen het Koninklijk Paleis, de Wat Phra Kaew en het nationaal museum in het vroegere paleis van de Uparat.
Ten zuiden van het koninklijk paleis ligt Wat Pho, het centrum van de traditionele Thaise massage.